# Champagne soviétique
Pour les articles homonymes, voir Champagne.
Le champagne soviétique (en russe : Советское Шампанское, Sovetskoïe champanskoïe) est une marque générique de vin effervescent produite dans certains pays de l'ancienne Union des républiques socialistes soviétiques. Sa technique d'élaboration a été mise au point en 1928 et sa production de masse a commencé en 1937. Il a été produit pendant de nombreuses années par l'État, généralement à partir d'un mélange de cépage aligoté et chardonnay.

## Usurpation d'appellation
Après la dissolution de l'Union soviétique, les sociétés privées en Biélorussie, Russie, Moldavie et Ukraine ont utilisé l'appellation comme nom de marque et ont recommencé à le fabriquer.
L'existence légale de cette marque est controversée parce que non conforme aux accords internationaux.
Protégée par une appellation d'origine contrôlée, l'utilisation du terme « champagne » est contestée par le Comité interprofessionnel du vin de Champagne (CIVC) et des négociations sont ouvertes depuis la fin des années 1980 pour son remplacement.

## Méthode d'élaboration (dite méthode russe)

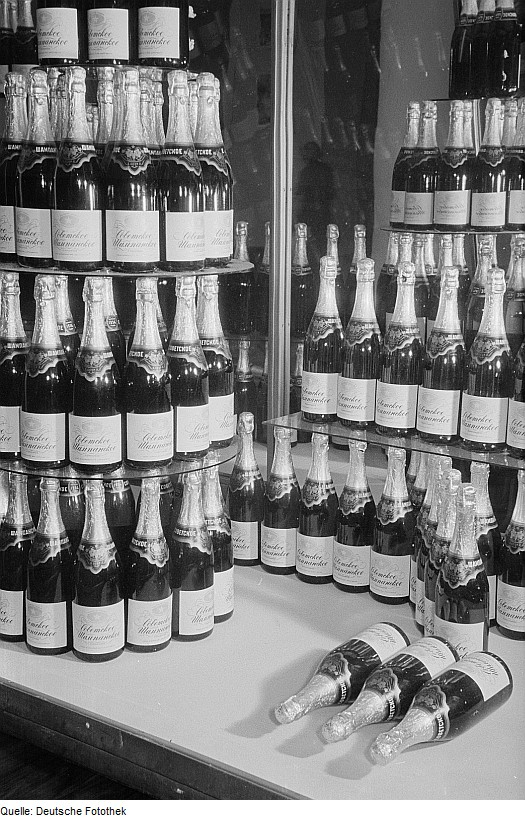
Champagne soviétique à la foire de Leipzig en 1954

Elle est totalement différente de la méthode champenoise ou des autres méthodes traditionnelles de prise de mousse. 24 heures sur 24 le vin circule à l'intérieur d'une série de cuves contenant des copeaux de chêne ou autres matériaux où les levures se fixent et fermentent le sucre du vin. En fin de processus, avec la dernière cuve, le vin est mousseux et immédiatement mis en bouteille par le biais d'une tireuse isobarométrique.
Pour le développement et l'introduction à grande échelle dans l'industrie des nouvelles techniques de production de mousseux, cette méthode, en 1942, a reçu le prix Staline, et en 1953 George Ahabalyants se vit décerner le Prix Lénine pour son invention de la méthode de prise de mousse en flux continu.